# باول ويلسون (ممثل)
باول ويلسون (بالإنجليزية: Paul Willson)‏ هو كاتب سيناريو وممثل أمريكي، ولد في 25 ديسمبر 1945 في فيرمونت في الولايات المتحدة.

## أعمال

### أفلام
- (1977) فتاة الوداع
- (2003) أليكس وإيما

## وصلات خارجية
- باول ويلسون على موقع IMDb (الإنجليزية)
- باول ويلسون على موقع قاعدة بيانات الفيلم (الإنجليزية)